# 한국희귀·필수의약품센터
한국희귀의약품센터(韓國稀貴醫藥品센터, Korea Orphan & Essential Drug Center)는 사회에서 소외되기 쉬운 희귀질환자에게 진단 및 치료에 필요한 의약품을 원활하게 공급함으로써 희귀질병치료의 기회를 확충하고 나아가 삶의 질 향상을 위하여 약사법에 의거하여 1999년 9월 설립된 대한민국의 공익법인으로 식품의약품안전처 유관기관이다. 서울특별시 강남구 테헤란로 124 (역삼동 823) 풍림빌딩(삼원타워) 9층에 위치하고 있다.

## 설립 근거
- 약사법 제91조[1]

## 연혁
- 1999년 11월 23일: 한국희귀약품센터 개원
- 2010년 1월 29일: 기타 공공기관 지정 (기획재정부)
- 2016년 1월 28일: 기타 공공기관 지정 해제 (기획재정부)
- 2016년 11월 17일: 한국희귀·필수의약품센터로 명칭 변경 (약사법 개정)

## 조직

### 이사장
- 이사회
- 감사

#### 원장
- 희귀의약품위원회

##### 사무국장
- 기획관리부
- 정보관리부
- 수급관리부
- 국가필수의약품부